# Psychoza II

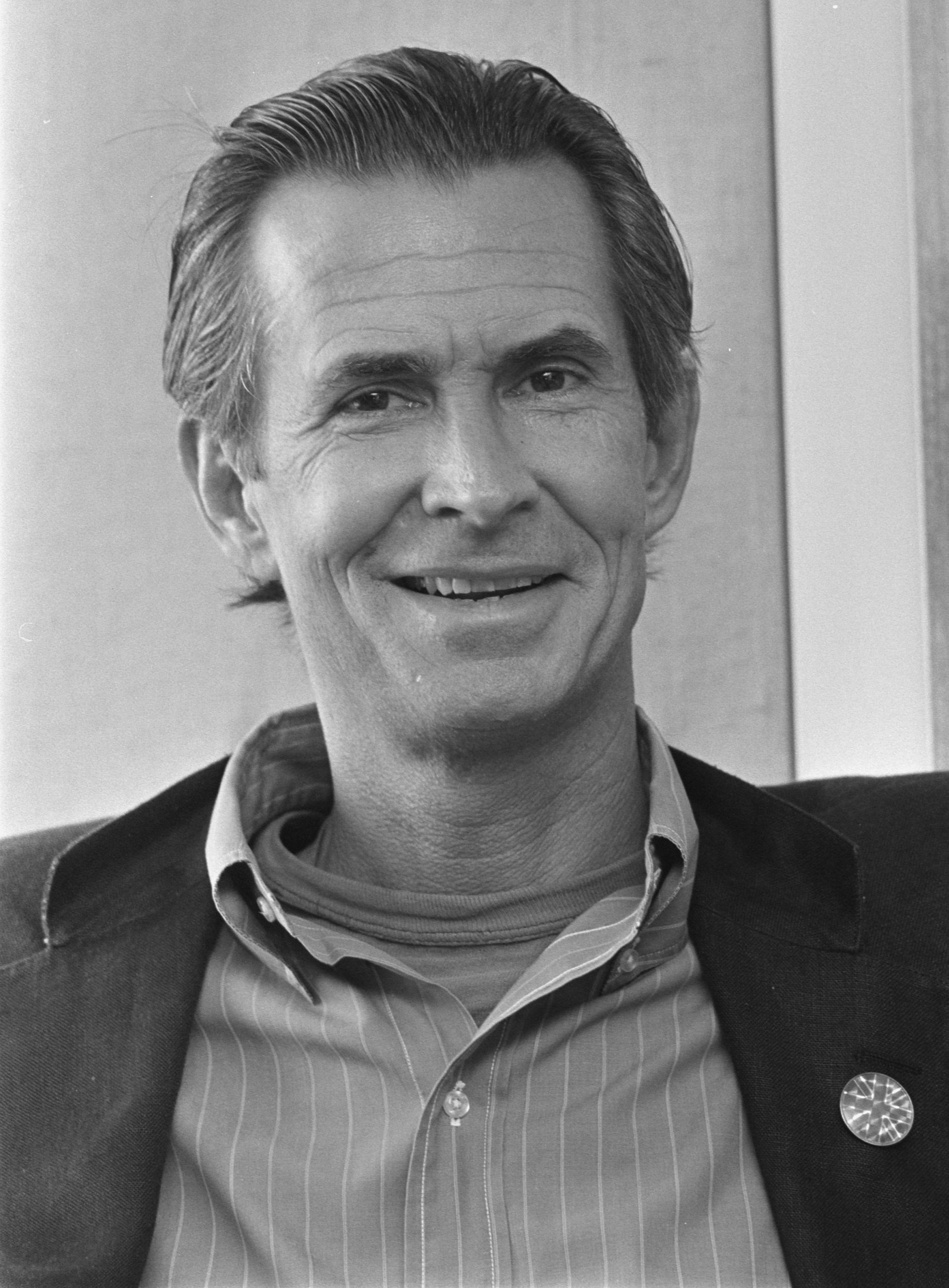
Anthony Perkins w 1983

Psychoza II (ang. Psycho II) – amerykański film fabularny z 1983 roku w reżyserii Richarda Franklina, sequel Psychozy Alfreda Hitchcocka z 1960. Serię kontynuowano – w 1986 roku odtwórca głównej roli Anthony Perkins wyreżyserował Psychozę III.

## Obsada
- Anthony Perkins – Norman Bates
- Vera Miles – Lila Loomis
- Meg Tilly – Mary Loomis alias Mary Samuels
- Robert Loggia – doktor Bill Raymond
- Dennis Franz – Warren Toomey
- Hugh Gillin – zastępca szeryfa - John Hunt
- Claudia Bryar – Emma Spool
- Robert Alan Browne – Ralph Statler
- Ben Hartigan – sędzia Hartigan
- Lee Garlington – Myrna
- Tim Maier – Josh
- Jill Carroll – Kim
- Oz Perkins (wymieniony w czołówce jako Osgood Perkins II) – Norman w wieku 12 lat
- Janet Leigh – Marion Crane (zdjęcia archiwalne)

## Fabuła
Akcja toczy się w dwadzieścia dwa lata po tragicznych wydarzeniach przedstawionych w oryginale (Psychoza). Lekarze stwierdzają, że psychopatyczny morderca Norman Bates, po dwóch dekadach pobytu w szpitalu psychiatrycznym, jest już zdrowy. Teraz wszystko wskazuje na to, że kuracja przyniosła pożądane rezultaty i Norman może wrócić na łono społeczeństwa. Mimo sprzeciwu Lily Loomis, siostry zamordowanej przed laty Marion Crane, i podpisów ponad siedmiuset innych sprzeciwiających się tej sytuacji (m.in. krewnym siedmiorga zamordowanych przez Batesa ludzi), mężczyzna wychodzi na wolność. Wraca do stanowiącego jego własność hotelu, w którym niegdyś dokonywał zbrodni. Stare demony zdają się wciąż mieszkać w tym miejscu, a Normanowi ciężko jest przystosować się do norm społecznych.
Przez lata wiele się zmieniło. Norman dowiaduje się, że managerem jego motelu jest obecnie irytujący Warren Toomey. By dorobić, Bates podejmuje się pracy w przydrożnym barze szybkiej obsługi, nieopodal swojego miejsca zamieszkania. Na miejscu poznaje między innymi Mary Samuels, którą właśnie porzucił chłopak, i która z tego powodu nie ma się gdzie podziać. Norman oferuje jej pomoc i prosi ją, by noc spędziła w jego motelu, lecz ostatecznie umiejscawia dziewczynę w pokoju swojego domu, ponieważ przy władzy Toomey’ego, jego motel zaczyna zamieniać się w hotel dla dorosłych.
Następnego dnia Toomey pojawia się w nowym miejscu pracy Batesa i zaczyna ubliżać jemu oraz Mary. Bates z trudem opanowuje wzburzenie. Ktoś zaczyna również nękać Normana telefonami, podając się za jego matkę. Norman wie, że jest to sprawka Toomey’ego. Gdy tylko ten przymierza się do opuszczenia motelu, porzuciwszy posadę managera, figura w czarnej sukni okalecza go, a następnie morduje przy użyciu kuchennego noża. Norman zaczyna słyszeć głosy w swoim domu. Odwiedzając pokój swojej zmarłej matki, zastaje go w identycznym stanie, jak przed dwudziestoma laty. Hałasy zwodzą go na strych, gdzie zostaje zamknięty. Tymczasem do piwnicy domu Batesa wkrada się para nastolatków, którzy zaczynają tam palić trawkę i przymierzają się do odbycia stosunku płciowego. Niepokoją ich jednak dźwięki dobiegające z wnętrza domu. Gdy zaczynają uciekać, chłopak zostaje zamordowany, a dziewczyna wybiega z posiadłości. Wkrótce potem powraca na miejsce zbrodni wraz z szeryfem.
Mary odnajduje Normana na strychu, lecz – wbrew jego opowieściom, drzwi nie były zamknięte. W domu pojawia się szeryf, który informuje o domniemanym morderstwie na nastolatku i decyduje się obejrzeć piwnicę, gdzie jednak nie znajduje śladów mordu. Norman stwierdza, że nie zaglądał do piwnicy od przyjazdu, lecz szeryfa dziwi zachowany w niej porządek. Mary wstawia się za Normanem i okłamuje funkcjonariusza, że posprzątała piwnicę, gdyż nie lubi bałaganu. Po wyjściu szeryfa, Norman dochodzi do wniosku, że demony jego przeszłości powróciły na stałe.
Następnie okazuje się, że Mary jest w rzeczywistości córką Lily Loomis. Lila uknuła plan, w którym Mary ma pełnić rolę matki Normana, za którą ma się przebierać, by tylko doprowadzić do ponownego postradania zmysłów Batesa i w rezultacie jego powrotu do kliniki. Mary stwierdza jednak, że Norman jest już uleczony i nie chce brać udziału w dalszym ciągu całej akcji.
W ciągu kolejnych scen wszystkie ślady naprowadzają policję na Mary, czyniąc z niej morderczynię poszczególnych ofiar – Toomey’ego, nastolatka i ostatecznie Lily Loomis. W jednej z ostatnich scen Mary w akcie samoobrony atakuje Normana, lecz w porę zostaje zastrzelona przez szeryfa. Nie pozostaje wyjaśnione, że dziewczyna była niewinna, a zbrodnie Normana nie wychodzą na jaw.

## Opinie o filmie
- The Best of Video. Poradnik: kino, tv, sat, video, pod red. Witolda Nowakowskiego[2]

Bardzo dobra gra aktorów, wiele niespodzianek
- Kultura (dodatek do Dziennika Polska-Europa-Świat)[3]

„Psychoza II” nie ucieka przed etykietą sequela i nie udaje filmu inteligentniejszego niż oryginał. Zachowano mistrzowski, przyczajony suspens i puszczane do widza oko: film rozpoczyna się od sceny pod prysznicem.

## Noty produkcyjne
- Pierwotnie Anthony Perkins odrzucił rolę Batesa, lecz gdy Universal Studios do roli psychopaty postanowiło zaangażować takich aktorów jak Christopher Walken, przyjął ją.
- Film kręcono w Universal Studios – w Universal City i w Bakersfield w Kalifornii[4].
- Film rozpoczyna się sekwencją sceny prysznicowej z oryginalnego filmu z 1960 roku.
- Miasto Fairvale to w rzeczywistości Courthouse Square na planie zdjęciowym w Universal Studios.
- Pseudonim Mary Loomis – Mary Samuels, jest oparty na pseudonimie, który przybrała w oryginalnej Psychozie Marion Crane, rezerwując się w feralnym motelu – Marie Samuels.
- W roli dwunastoletniego Normana wystąpił Oz Perkins, syn Anthony’ego Perkinsa.
- W filmie widoczne jest popularne zdjęcie Alfreda Hitchocka, reżysera pierwszej części Psychozy. Hitchock był znany z występów cameo w swoich filmach. Zmarł rok przed rozpoczęciem zdjęć do sequela.
- Jamie Lee Curtis, córka Janet Leigh, miała wcielić się w rolę Mary Loomis.
- Powrót do przyszłości został sfilmowany na tym samym planie, co Psychoza II.
- Film był przebojem box office’u w 1983 roku.